# Nina maniquí

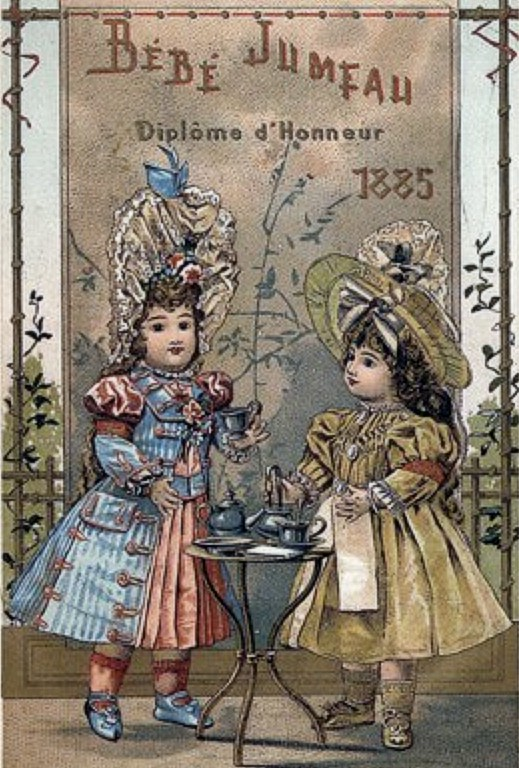
Anunci de les nines de bescuit de l'empresa francesa Jumeau (1885)

Una nina maniquí (del francès poupée mannequin, també coneguda amb l'anglicisme fashion doll) és un tipus de nina dissenyada principalment per anar vestida de manera que reflecteixi les tendències de la moda. Se'n fabriquen com a joguines per a les nenes i com a peces de col·lecció per als adults. En general aquestes nines tenen l'aspecte de noies adolescents o dones adultes, tot i que n'hi ha també en forma de nenes petites, figures masculines i, fins i tot, personatges no humans. S'acostumen a fabricar amb vinil o altres materials plàstics.
Les primeres nines maniquins van ser les nines franceses de bescuit de mitjan segle xix. La nina Barbie, comercialitzada per Mattel el 1959, va fixar els estàndards per a totes les fashion dolls posteriors. De fet, les empreses de joguines que d'ençà d'aleshores han creat productes similars s'han basat en les mides de la Barbie (290 mm d'altura).
El 2001 es va crear la línia de nines Bratz, un producte de l'empresa MGA Entertainment. La particularitat d'aquestes nines maniquins és la desproporció del cap respecte al cos.
L'any 2003, als països de l'Orient Mitjà, es va posar a la venda la nina Fulla, una fashion doll destinada a les nenes de fe islàmica.